# Institut hydrométéorologique de la république de Serbie
L’Institut hydrométéorologique de la république de Serbie (serbe : Републички хидрометеоролошки завод Србије) est le service météorologique et hydrologique national de Serbie. Il a l'entière responsabilité de faire et de présenter des prévisions météorologiques et hydrologiques, ainsi qu'émettre des avertissements pour des phénomènes météorologiques et hydrologiques extraordinaires et dangereux.

## Histoire

### Précurseurs
Les premiers relevés météorologiques en Serbie ont été faits par les chroniqueurs de l'église médiévale qui ont écrit sur les événements météorologiques observés. L'érudit Ljubomir Stojanović a compilé d'anciens manuscrits et les a organisés en 7 volumes sous le titre générique « Anciens registres et inscriptions serbes » publiés par l'Académie royale serbe de 1902 à 1927. Le météorologue et géographe Pavle Vujević les a utilisés, ainsi que plusieurs autres livres, pour extraire toutes les données météorologiques et les a publiées en 1931 dans l'ouvrage « Documents historiques sur les variations du climat sur le territoire du royaume de Yougoslavie ».
Vladimir Jakšić, simple commis au ministère des Finances et, plus tard, professeur au lycée de Belgrade a installé de son propre chef une station météorologique dans l'arrière-cour de sa maison du quartier de Senjak à Belgrade. Ses mesures quotidiennes du 1er janvier 1848 jusqu'à sa mort en 1899 sont devenues le fondement du développement de la météorologie en Serbie. Déjà en 1851, il a pu écrire la première étude sur le climat de Belgrade. Il a également laissé des données importantes sur la fluctuation du niveau d'eau dans la rivière Sava».
En 1856, d'autres stations météorologiques ont été installées dans 20 villes de Serbie, passant à 27 l'année suivante. Le réseau née d'initiatives individuelles était le plus dense d'Europe à l'époque. En 1863, Jaksić a accepté un travail au ministère des Finances où il a fondé un département de statistique. Sans son soutien, le nombre de stations météorologiques a commencé à diminuer et la seule qui a survécu était la sienne.
En 1879, Milan Nedeljković reçoit une bourse pour poursuivre ses études à Paris à la Sorbonne en mathématiques et au Collège de France en physique. À l'Observatoire de Paris, où Nedeljkovic a terminé ses études avec succès, il a suivi des cours de météorologie, de mécanique de précision et de sismologie. En 1884, il revient à Belgrade et devient professeur d'astronomie et de météorologie à la Grande École. Il lance une campagne pour la création d'un observatoire à la Grande École qui est d'abord rejetée en raison de la situation financière mais trois ans plus tard, le décret de fondation de l'Observatoire a été signé le 7 avril 1887 par le ministre de l'Éducation et des Affaires ecclésiastiques du royaume de Serbie Milan Kujundžić Aberdar avec Nedeljković  a sa tête,.

### Premier service

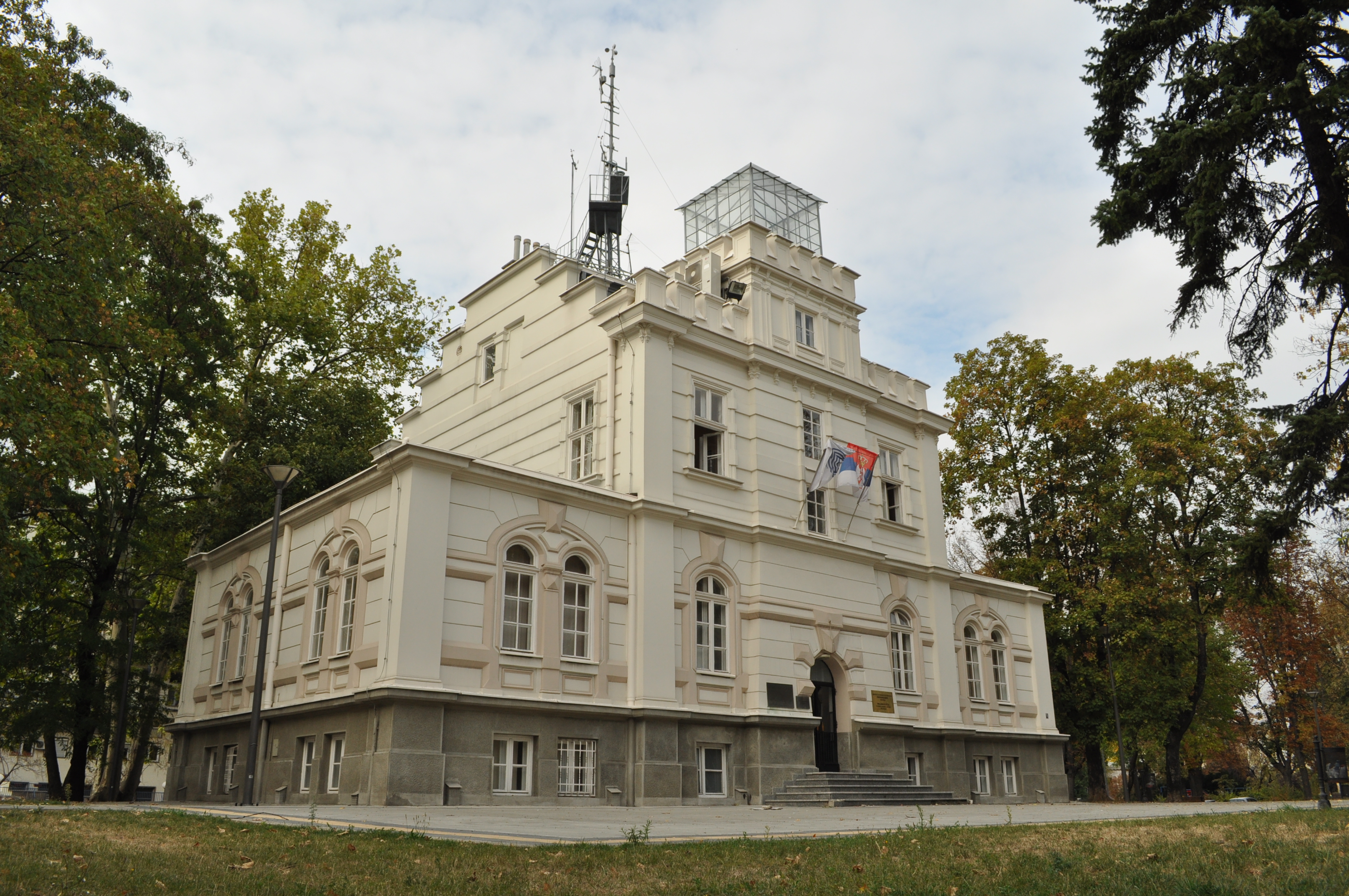
Observatoire astronomique et météorologique de 1891 à 1924

Suivant les recommendations de Nedeljković, le nouveau ministre de l'Éducation, Vladan Đorđević, a adopté le 27 septembre 1888 un règlement sur la création d'un réseau unifié de stations météorologiques dans le royaume de Serbie dont l'Observatoire est devenu le quartier-général. L'Observatoire a servi à la formation pratique pour des étudiants de la Grande École et de l'Observatoire du Peuple. Outre son importance pour l'astronomie et la météorologie, il était le berceau des recherches sismiques et géomagnétiques en Serbie
Lors du retrait de Belgrade à la fin de la Première Guerre mondiale en 1918, l'armée austro-hongroise a détruit tous les instruments de l'observatoire. Cependant, Nedeljković a réussi à acquérir des instruments pour le nouvel observatoire grâce aux réparations de guerre de l'Allemagne. En 1924, par décision du Conseil de la Faculté, l'Observatoire a été divisé en deux institutions distinctes : l'Observatoire astronomique et l'Observatoire météorologique de l'Université de Belgrade.

### Services météo successeurs
De 1918 à 1941, le service météorologique de Serbie, dans le cadre du service météorologique du royaume de Yougoslavie, était chargé des réseaux de stations météorologiques en Macédoine, au Monténégro et dans une partie de la Dalmatie. À cette époque, des stations météorologiques ont été formées au Kosovo et Metohija libérés. L'Observatoire météorologique de Belgrade devient le siège social du service pour tout le royaume de Yougoslavie, membre de l'Organisation météorologique internationale (OMI), le précurseur de l'actuelle Organisation météorologique mondiale (OMM). En 1922 s'ajoute le Département hydrographique qui unifie les services hydrologiques du royaume des Serbes, Croates et Slovènes.
Pendant la Seconde Guerre mondiale, de nombreuses stations météorologiques et hydrologiques ont cessé de fonctionner, à l'exception de l'Observatoire météorologique de Belgrade. 
Le 7 janvier 1947, l'Institut fédéral d'hydrométéorologie (SHMZ) a été créé par décret du gouvernement de la république fédérative socialiste de Yougoslavie ce qui a uni le service hydrométéorologique sur le territoire de tout le pays. Le 23 mars 1950 ce service a été l'un des 45 services météorologiques mondiaux fondateurs de l'OMM.
Depuis 1991 et le démantèlement de l'ex-Yougoslavie, le service a été scindé entre les services des nouveaux pays successeurs à l'OMM. Au Kosovo, toutes les stations météorologiques et hydrologiques ont été complètement détruites lors de la sécession et c'est en ce moment un trou noir sur la carte météorologique de l'Europe. En avril 2003, l'Institut hydrométéorologique de la république de Serbie, en tant que successeur légal, a repris toutes ses obligations, notamment en matière de coopération internationale.